# Demetrio Albertini
Demetrio Albertini (Besana in Brianza, Monza y Brianza, 23 de agosto de 1971) es un exfutbolista y dirigente deportivo italiano. Se desempeñaba como mediocampista. Ha sido vicepresidente de la Federación Italiana de Fútbol desde 2007 a 2014.

## Biografía
La carrera de Albertini como futbolista estuvo siempre muy ligada al AC Milan. En 1988 disputó su primer partido como milanista y en 1990 fue cedido al Padova, donde disputó 28 partidos marcando 5 goles. Vistió entre 1991 y 2002 la camiseta del Milan de manera ininterrumpida, disputando 293 partidos y marcando 21 goles (en serie A), con el club lombardo ganó 5 Scudettos, tres UEFA Champions League, una Copa Intercontinental, tres Supercopas de Europa y cuatro Copas de Italia. Sumando todas las competiciones, logró 28 goles en 406 apariciones en el club.
En el 2002, Albertini no contaba en los planes del técnico Carlo Ancelotti, que prefería a Andrea Pirlo de titular, así que fue cedido al Atlético de Madrid, donde jugó 28 partidos y marcó dos goles.
Al año siguiente, retornó a Italia en un intercambio entre el Milan y el Lazio de Albertini por Giuseppe Pancaro. Con la Lazio disputaría 23 partidos marcando dos goles y ganando una Copa de Italia. Para la temporada 2004/05, fue traspasado al Atalanta de Bérgamo donde disputó 14 partidos y marcó un gol. En el mercado invernal, fue traspasado al FC Barcelona, dirigido por su antiguo compañero Frank Rijkaard, donde ganó una Liga y una Supercopa de España, antes de retirarse ese mismo año.

## Selección nacional
Fue internacional con la selección de fútbol de Italia en 79 ocasiones y marcó 3 goles. Un miembro vital del equipo nacional italiano, Albertini fue parte de las escuadras compitieron en las Copas del Mundo de 1994 y 1998, así como las Eurocopas de 1996 y 2000, llegando a la final de la Copa Mundial 1994 y la Eurocopa 2000.

### Participaciones en Copas del Mundo
| Mundial                        | Sede           | Resultado        |
| ------------------------------ | -------------- | ---------------- |
| Copa Mundial de Fútbol de 1994 | Estados Unidos | Subcampeón       |
| Copa Mundial de Fútbol de 1998 | Francia        | Cuartos de final |

## Clubes
| Club            | País   | Año       | P.J. | Goles |
| --------------- | ------ | --------- | ---- | ----- |
| AC Milan        | Italia | 1988-1990 | 2    | 0     |
| Calcio Padova   | Italia | 1990-1991 | 28   | 5     |
| AC Milan        | Italia | 1991-2002 | 293  | 21    |
| Atlético Madrid | España | 2002-2003 | 28   | 2     |
| SS Lazio        | Italia | 2003-2004 | 23   | 2     |
| Atalanta        | Italia | 2004      | 14   | 1     |
| FC Barcelona    | España | 2005      | 5    | 0     |
| Total           | Total  | Total     | 393  | 31    |

## Palmarés

### Campeonatos nacionales
| Título                  | Club         | País   | Año       |
| ----------------------- | ------------ | ------ | --------- |
| Supercopa de Italia     | AC Milan     | Italia | 1988      |
| Serie A                 | AC Milan     | Italia | 1991-1992 |
| Supercopa de Italia     | AC Milan     | Italia | 1992      |
| Serie A                 | AC Milan     | Italia | 1992-1993 |
| Supercopa de Italia     | AC Milan     | Italia | 1993      |
| Serie A                 | AC Milan     | Italia | 1993-1994 |
| Supercopa de Italia     | AC Milan     | Italia | 1994      |
| Serie A                 | AC Milan     | Italia | 1995-1996 |
| Serie A                 | AC Milan     | Italia | 1998-1999 |
| Copa de Italia          | SS Lazio     | Italia | 2003-2004 |
| Liga española de fútbol | FC Barcelona | España | 2004-2005 |

### Copas internacionales
| Título                       | Equipo      | Sede      | Año     |
| ---------------------------- | ----------- | --------- | ------- |
| Copa de Campeones de Europa  | A. C. Milan | Barcelona | 1988-89 |
| Supercopa de Europa          | A. C. Milan | Barcelona | 1989    |
| Copa Intercontinental        | A. C. Milan | Tokio     | 1989    |
| Copa de Campeones de Europa  | A. C. Milan | Viena     | 1989-90 |
| Supercopa de Europa          | A. C. Milan | Milán     | 1990    |
| Liga de Campeones de la UEFA | A. C. Milan | Atenas    | 1993-94 |
| Supercopa de Europa          | A. C. Milan | Milán     | 1994    |